# Timpa di Cassiano- Belvedere
Timpa di Cassiano- Belvedere este o arie protejată (arie specială de conservare — SAC, sit de importanță comunitară — SCI) din Italia întinsă pe o suprafață de 701 ha, integral pe uscat.

## Localizare
Centrul sitului Timpa di Cassiano- Belvedere este situat la coordonatele 39°14′22″N 16°54′37″E / 39.239444°N 16.910278°E.

## Înființare
Situl Timpa di Cassiano- Belvedere a fost declarat sit de importanță comunitară în septembrie 1995 pentru a proteja 6 specii de animale. Situl a fost protejat și ca arie specială de conservare în iunie 2017.

## Biodiversitate
Situată în ecoregiunea mediteraneană, aria protejată conține 10 habitate naturale: Păduri de Olea și Ceratonia, Tufărișuri termo-mediteraneene și de pre-deșert, Pseudostepă cu ierburi și specii anuale de Thero-Brachypodietea, Păduri de stejar alb estice, Izvoare petrifiante cu formare de travertin (Cratoneurion), Pante stâncoase calcaroase cu vegetație casmofită, Galerii de Salix alba și de Populus alba, Păduri de Quercus ilex și Quercus rotundifolia, Lacuri eutrofice naturale cu vegetație de tip Magnopotamion sau Hydrocharition, Tufărișuri halo-nitrofile (Pegano-Salsoletea).
La baza desemnării sitului se află mai multe specii protejate:
- păsări (3): Falco biarmicus, șoim călător (Falco peregrinus), vultur egiptean (Neophron percnopterus)
- amfibieni (1): Salamandrina terdigitata
- mamifere (2): vidră de râu (Lutra lutra), liliac cu aripi lungi (Miniopterus schreibersii)

Pe lângă speciile protejate, pe teritoriul sitului au mai fost identificate 4 specii de plante, 5 specii de amfibieni, 4 specii de mamifere, 5 specii de reptile.